# بيتار كوستادينوفيتش
بيتار كوستادينوفيتش هو لاعب كرة قدم كرواتي في مركز الدفاع، ولد في 29 أكتوبر 1992 في رييكا في كرواتيا. لعب مع نادي أنكونا ونادي براتو ونادي ليتشي ويوفنتوس.

## وصلات خارجية
- بيتار كوستادينوفيتش على موقع قاعدة بيانات كرة القدم.إي يو (الإنجليزية)
- بيتار كوستادينوفيتش على موقع عالم كرة القدم.نت (الإنجليزية)